# Man in the Attic (película)
Man in the Attic, también conocida como El hombre del ático (en Latinoamérica) o Jack el destripador (en España) es una película estadounidense dirigida por Hugo Fregonese y estrenada en 1953.

## Sinopsis
El guion toma con bastante fidelidad la historia de Jack el Destripador según la novela de 1913 de Marie Belloc Lowndes The Lodger, que ya había sido adaptada al cine por Alfred Hitchcock en su realización de 1926 titulada The Lodger: A Story of the London Fog, y luego también por John Brahm en 1944: The Lodger.

## Ficha técnica
- Título original: Man in the Attic
- Título en francés: L'Étrange Mr. Slade
- Título en italiano: Una mano nell'ombra
- Dirección: Hugo Fregonese
- Guion: Robert Presnell Jr. y Barre Lyndon, según la novela de Mary Belloc Lowndes
- Fotografía (blanco y negro: Leo Tover
- Música: Lionel Newman
- Producción: Robert L. Jacks para la compañía cinematográfica Twentieth Century Fox
- Duración: 81 minutos
- País de origen:  Estados Unidos
- Estreno: 1953
- Género: Drama policiaco / Suspenso / Terror

## Reparto
- Jack Palance: Slade
- Constance Smith: Lily Bonner

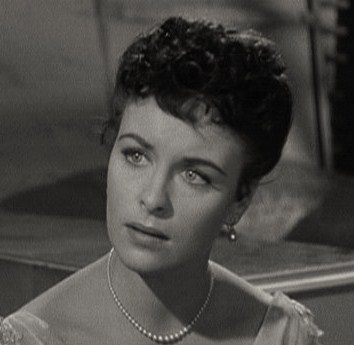
C. Smith en parte de un fotograma de la película.

- Byron Palmer: Inspector Paul Warwick
- Frances Bavier: Helen Harley
- Rhys Williams: William Harley
- Sean McClory: Un policía
- Tita Philips: Daisy (la loca)
- Leslie Mathews: Inspector Melville

## Comentario
- Con un presupuesto mucho más limitado, el realizador argentino Hugo Fregonese no pudo recrear la atmósfera londinense con tanto esmero como John Brahm en su film The Lodger (1944). Pero, en revancha, Fregonese utilizó maravillosamente la personalidad y el físico de Jack Palance, « gran bestia carnicera oprimida por la obsesión de amor y odio hacia su madre » (Jacques Lourcelles).

- En este aspecto se concreta precisamente la principal modificación del film de John Brahm introducida por el realizador argentino: habiendo asesinado Slade a varias mujeres, es la propia progenitora la que se venga de su hijo, y no la amante de su hermano. En efecto, la compañía de Lily Palmer (Constance Smith), a Slade le hacía olvidar a la madre, lo que repentinamente volvió al asesino incapaz de agregar nuevas víctimas a su siniestra lista.

Podría resumirse así el aporte de Fregonese al argumento: "Con el viraje indicado, la figura mítica del asesino pierde en opacidad y en misterio, pero brillantemente recupera puntos en el plano psicológico y en cuanto a la humanización e individualización del personaje". 